# Lynceus brachyurus
Lynceus brachyurus is een Branchiopodasoort uit de familie van de Lynceidae. De wetenschappelijke naam van de soort is voor het eerst geldig gepubliceerd in 1776 door Muller.